# 橙县线
橙县线（英語：Orange County Line）是南加州都会铁道运营的一条线路，来往于洛杉矶的联合车站和圣迭戈县的欧申赛德站之间。

## 历史
该线开始于1990年以橙县通勤一名服务，线路由美铁运营来往于洛杉矶和圣胡安-卡皮斯特拉诺之间。橙县通勤当时一天只有一班往返；早上离开圣胡安-卡皮斯特拉诺并在晚上返回。1994年3月28日美铁把该线路给南加州都会铁道运营，该线以“橙县线”为名成为南加州都会铁道第五条线路。